# Euplectes capensis
Euplectes capensis е вид птица от семейство Ploceidae.

## Разпространение
Видът е разпространен в Ангола, Ботсвана, Бурунди, Екваториална Гвинея, Етиопия, Замбия, Зимбабве, Камерун, Демократична република Конго, Кения, Лесото, Малави, Мозамбик, Нигерия, Руанда, Судан, Свазиленд, Танзания, Уганда, Южна Африка и Южен Судан.